# Enchantment of the Seas
El Enchantment of the Seas es un crucero de la Clase Vision operado por Royal Caribbean International (RCI). 
En 2005, se revisó el Enchantment of the Seas. Parte de la revisión incluyó estirar la embarcación cortándola en dos en el medio y agregando una sección de 73 pies (22 m) de largo. El Enchantment of the Seas ingresó al dique seco en los astilleros Keppel Verolme en Rotterdam el 15 de mayo de 2005. La sección de extensión de la mitad del cuerpo se construyó en Aker Finnyards con anticipación, lo que permitió que la construcción se realizara en poco más de un mes.
En septiembre de 2017, Enchantment of the Seas evacuó a los empleados de la compañía y sus familias de Miami cuando estaban en peligro por el huracán Irma.